# Glafsfjorden
Glafsfjorden est un lac en Värmland en Suède. La ville d'Arvika se trouve sur les bords de ce lac.